# مشاع ۱۱ گزآباد
مشاع ۱۱ گزآباد، روستایی از توابع بخش جبالبارز جنوبی شهرستان عنبرآباد در استان کرمان ایران است.

## جمعیت
این روستا در دهستان گرمسار قرار دارد. براساس سرشماری مرکز آمار ایران در سال ۱۳۸۵، جمعیت آن ۳۴ نفر (۶ خانوار)، براساس سرشماری مرکز آمار ایران در سال ۱۳۹۰، سکنه آن کمتر از ۳ خانوار و براساس سرشماری مرکز آمار ایران در سال ۱۳۹۵، خالی از سکنه دائم بوده‌است.